# Michael Kögler
Michael Kögler (* 22. November 1964 in Horn) ist ein österreichischer Journalist und Regisseur.

## Leben
Kögler ist seit 1984 Mitarbeiter des ORF. Neben den Übertragungen von diversen Skiweltcuprennen (Kitzbühel, Schladming etc.), Formel 1, Fußball CHL, Handball, Basketball, Sporthilfe Gala und Sporthilfe Zehnkampf zeichnet er sich auch für Übertragungen mehrerer Unterhaltungs- und Comedy Shows (u. a.: Dorfers Donnerstalk, Dorfes Kabarett Programm „Bis Jetzt“, „Das Rennen“) verantwortlich.
Seit 2015 ist Kögler Chef-Regisseur bei ORF Sport.

### Großprojekte/Regie
- 1991–1995: STW (Supertourenwagencup in Deutschland)
- 1996: Regisseur ITC (International Touring Car Championship)
- Seit 1996: internationale Übertragung der Biathlonweltcupbewerbe in Hochfilzen
- 1999: Nordische Ski-WM Ramsau
- 2000: Sports Awards Wiener Staatsoper
- 2001: Alpine Ski-WM St.Anton
- 2005: Eishockey-WM in Wien/Innsbruck
- 2007–2010: Red Bull Airrace Weltmeisterschaft
- 2013: Alpine Skiweltmeisterschaften Schladming[3]
- 2015: Alpine Skiweltmeisterschaften VAIL[4]
- 2015: EUROVISION SONGCONTEST (Co-Regie)
- 2016 und 2017: 24h Nürburgring
- 2017: Beach-Volleyball-WM Wien
- 2018: Olympische Winterspiele (Biathlon) in Pyeongchang[5]
- 2018: Kletter-WM Innsbruck
- 2019: FIS Nordische Ski-WM Seefeld

## Auszeichnungen
- 1990: Gewinner Sportfilmfestival Budapest und 2. Platz Filmfestival Portorož für die Dokumentation Die 2. Karriere von Thomas Muster
- 1994: Gewinner Filmfestival Sizilien für die Dokumentation: Franz Klammer
- 1996: 2. Platz Filmfestival Santander für die Dokumentation: Die Karriere des Gerhard Berger
- 2009 und 2010: Emmy Award Gewinner für Regie Red Bull Air Race 2008
- 2017: Sportjournalist des Jahres für die TV-Doku: Team Hoffnung-Das Flüchtlingsteam in Rio 2016[6]
- 2025: Tiroler Adler-Orden in Gold[7]